# Woskriesienskoje
Woskriesienskoje – osiedle typu miejskiego w Rosji, w obwodzie niżnonowogrodzkim. W 2010 roku liczyło 6185 mieszkańców.